# Õha
Õha est un village  de la commune de Lääne-Saare du comté de Saare en Estonie.  
Au 31 décembre 2011, il compte 3 habitants.